# Fobello
Fobello är en ort och kommun i provinsen Vercelli i regionen Piemonte, Italien. Kommunen hade 192 invånare (2018).